# مناة
مَناة إلهة من أقدم الإلهات العربيات التي عبدها العرب القدماء وهي إلهة القدر وقد عبدت من قبل الأنباط وقبائل البادية الصفوية والثمودية في مكة.

## تعريف
مناة هي واحدة من الثالوث من أشهر أوثان الجاهلية. وقد اعتقد قسم من الجاهليين أنها ابنة العزى وأخت اللات. وقد كانت في نظر الجاهليين إلهة خيرة معطاءة مغيثة، إلا أن المفارقة العجيبة هي كونها إلهة المنايا والموت في نفس الوقت لأن اسمها مشتق من كلمة منان. وقد عرف مناة شعوب أخرى غير العرب:
- عند البابليين: عرفوها باسم «ما مناتو» وبلهجة أخرى «مناتا»
- عند العبرانيين: منا التي جمعها مانوت.

## المظهر والاعتقاد
لم يذكر المؤرخون شيئاً عن صفة مناة وشكلها بل ذكروا أنها كانت منصوبة على ساحل البحر بقرب موضع اسمه «وادي قديد»، ويستنتجون من ذلك أن لها صلة بالبحر والماء والريح والسحب، وقد كانوا يذبحون لها في أوقات القحط والجدب يستمطرون بذلك ويقدمون لها الشكر إذا هبت عليهم الرياح الرطبة. وكانوا أيضاً يرونها إلهة خيّرة كريمة تنشر السعادة بإرسال السحائب الممطرة.

## العبادة

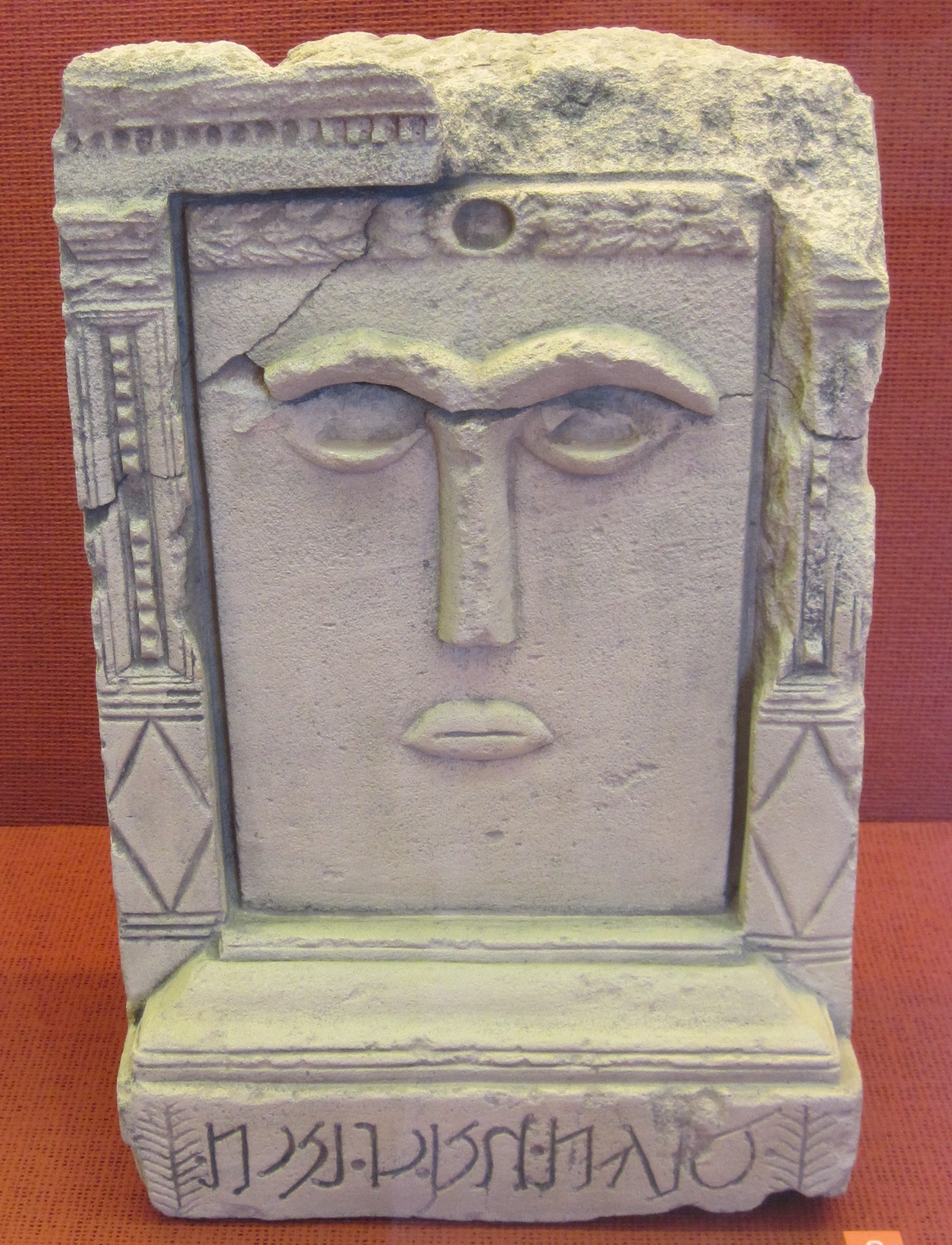
معبود أتارغيتس من البتراء.

كان لمناة بيت في موضع يقال له «المشلل»، وكان العرب يحجون إليه ويلبون بقولهم: «لبيك اللهم لبيك، لولا أن بكراً دونك، يَبُرُّكَ الناس ويهجرونك، وما زال حج عثج يأتونك، إنا على عدوائهم من دونك». وكانوا يديمون الذبح عندها حتى إن بعضهم قال إنها ما سُمّيت بمناة إلا لأن الدماء «تُمنى» عندها.
وكانت مناة معظمة عند الأوس والخزرج بصفة خاصة وكل من كان موالياً لهاتين القبيلتين من القبائل، فكانوا (أي الأوس والخزرج) إذا قضوا حجهم وأتموا جميع المناسك لا يحلقون رؤوسهم حتى يصلون عندها، فيحلقون رؤوسهم ويقيمون عندها وبذلك يرون أن حجهم قد تم.
وقد قال الشاعر: 
والمحل هو المكان الذي يقفون فيه أمام مناة ليحلفون عندها.
وقد تسمى بعض عرب الجاهلية بأسماء تعبدوا فيها لمناة مثل: «عبد مناة بن كنانة» و«سعد مناة بن غامد» و«زيد مناة بن تميم».
وكانت سدانة مناة في الغطاريف من الأزد، وكانوا في غناء وثراء فاحش، وذلك بسبب الكم الكبير من الهدايا والنذور والقرابين التي كانت تهدى لمناة.

## ما بعد الإسلام
لما فتح النبي محمد مكة، أرسل علي بن أبي طالب إلى بيت مناة، فهدمه وأخذ ما فيه من الحلي والهدايا وكان من جملة ما أخذ سيفين كان الملك الغساني الحارث بن أبي شمر قد أهداهما للإلهة مناة، والسيفين هما «مخذم» و«رسوب». فلما رجع إلى النبي وأخبره بما وجده عندها وهبه النبي أحد السيفين ويقال إن ذو الفقار هو ذلك السيف.
ويذكر أن هذين السيفين لهما ذكر في شعر علقمة عندما قال:
وهناك قول آخر هو أن علي بن أبي طالب وجد هذين السيفين عند الإله الفَلْس، إله طيء.
وقد ورد ذكر مناة مع اللات والعزى في القرآن الكريم مهاجماً إياها بالخرافات في سورة النجم:
﴿أَفَرَأَيْتُمُ اللَّاتَ وَالْعُزَّى ۝١٩ وَمَنَاةَ الثَّالِثَةَ الْأُخْرَى ۝٢٠ أَلَكُمُ الذَّكَرُ وَلَهُ الْأُنْثَى ۝٢١ تِلْكَ إِذًا قِسْمَةٌ ضِيزَى ۝٢٢ إِنْ هِيَ إِلَّا أَسْمَاءٌ سَمَّيْتُمُوهَا أَنْتُمْ وَآبَاؤُكُمْ مَا أَنْزَلَ اللَّهُ بِهَا مِنْ سُلْطَانٍ إِنْ يَتَّبِعُونَ إِلَّا الظَّنَّ وَمَا تَهْوَى الْأَنْفُسُ وَلَقَدْ جَاءَهُمْ مِنْ رَبِّهِمُ الْهُدَى ۝٢٣﴾ [النجم:19–23]